# Biblia

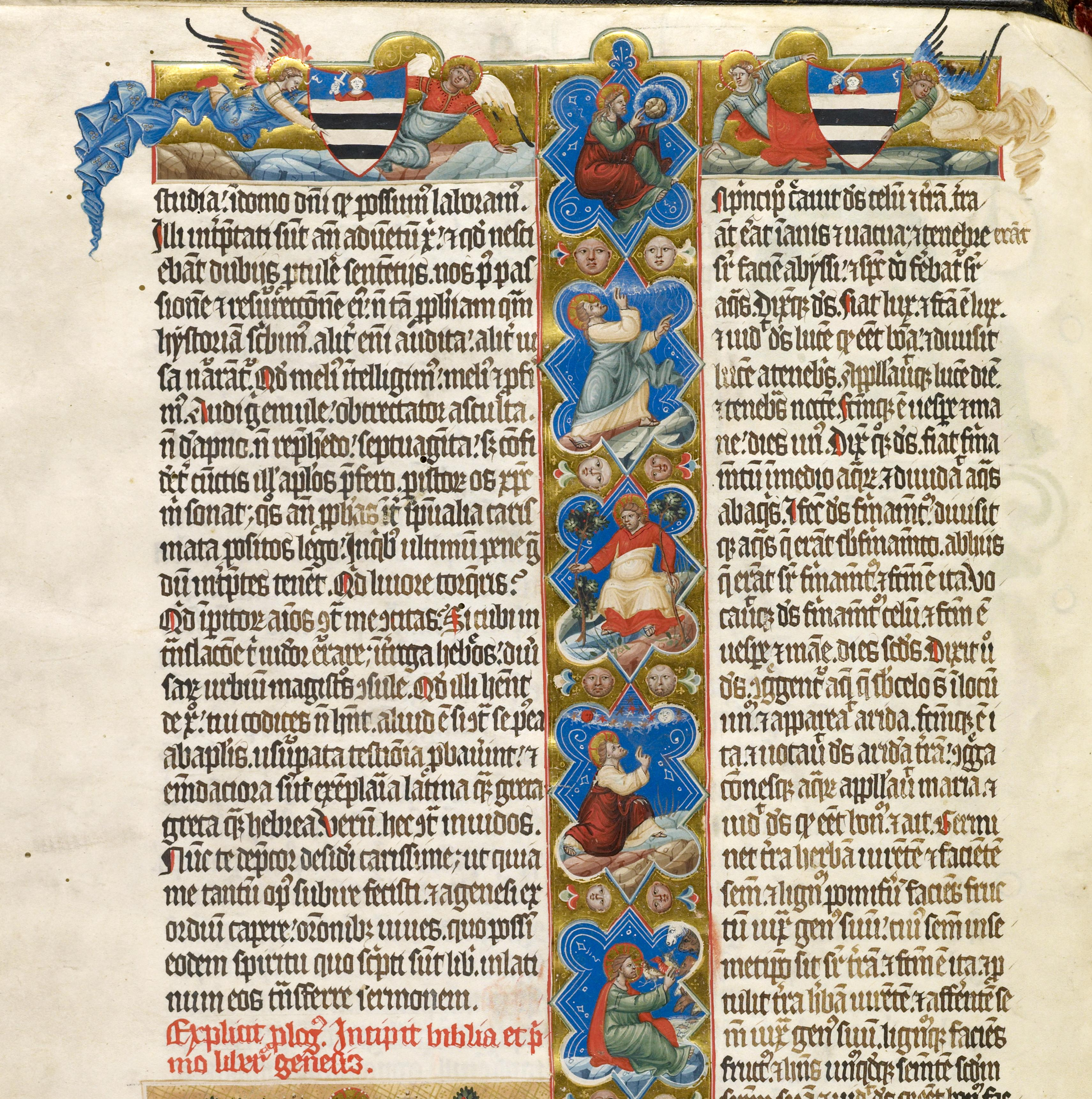
Az 1330 körül kézzel írt és festett Nekcsei-biblia, Hertul mester miniatúráival, amelyen a Világ teremtésének bibliai szövegét illusztrálta. A Genesis leírásához helyezett, mindkét hasáb felett megismételt címer, melyet angyalok tartanak, a biblia tulajdonosának jelzésére szolgált. A Nekcsei címer kétszer feketével vágott ezüstszínű pajzsot ábrázol a felső azúrkék mezőben

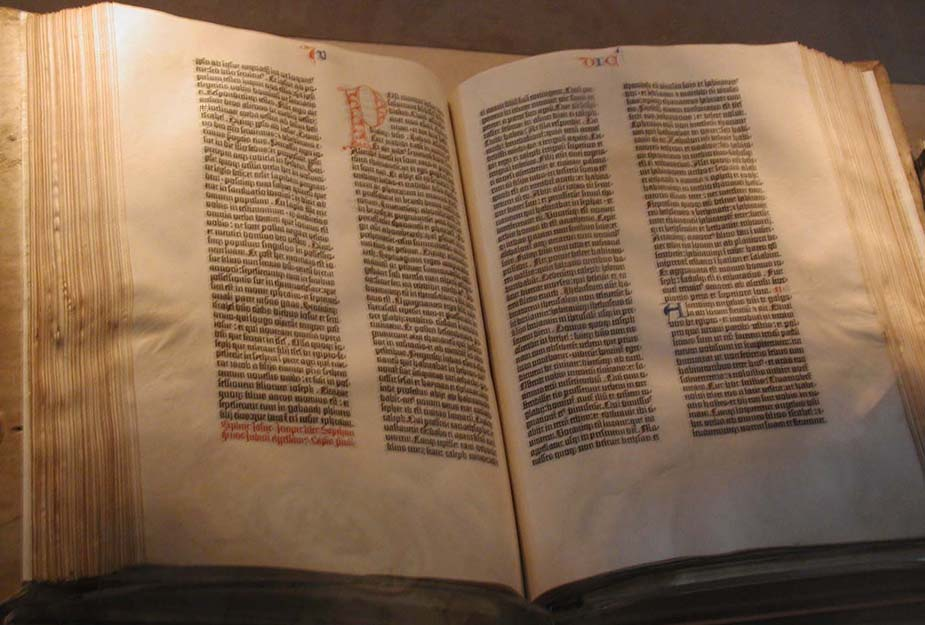
Az első nyomtatott Biblia egy példánya a washingtoni Library of Congress-ből (Gutenberg, 15. század)

A Biblia (amely a koiné görög βιβλίον, azaz tekercs szóból származik) olyan vallási szövegek és könyvek gyűjteménye, amelyeket a kereszténységben szentnek tartanak, egy részét pedig a judaizmusban (→ héber Biblia), a szamaritánus vallásban és más ábrahámi vallásokban is.
A hívők nagy része Istentől sugalmazottnak tartja, a hit és az erkölcs területén általános mércének tekintik. 
A teljes Bibliát (az Újszövetséggel együtt) keresztény Szentírásnak  is nevezik.
A zsidó és a keresztény, valamint a különböző keresztény irányzatok bibliáinak a terjedelme nem azonos, mert a Biblia könyveit meghatározó kánont nem egyformán határozták meg. Így a héber Biblia – a Tanakh – azokat az Izrael népének adott isteni kinyilatkoztatásnak tartott írásokat tartalmazza, amelyek a kereszténység előtti időben, Izrael vallási közösségében keletkeztek. A kereszténység is szentnek és sugalmazottnak vallja a zsidóság Bibliáját, de mellettük ugyanilyen tekintélyt és kötelező mércét tulajdonít azoknak az 1. században keletkezett írásoknak, amelyek Jézus életéről és tanításáról számolnak be, és amelyeket a hagyomány szerint bizonyos apostolok vagy azok tanítványai írtak vagy jegyeztek le. Így a kereszténység két részre osztja a Bibliát: a zsidó Bibliát magában foglaló Ószövetségre (Ótestamentum) és az apostoli írásokat tartalmazó Újszövetségre (Újtestamentum). Gramatának, azaz Írásoknak nevezték az ószövetségi és újszövetségi könyvek együttesét.
Követői szerint ez a könyv gyakorolta a legnagyobb hatást a világtörténelem alakulására. Ez a legtöbb nyelvre lefordított, legtöbb példányszámban megjelent könyv. A vallási tartalmon kívül, – főleg a Tóra – a társadalmat irányító parancsokkal (táplálkozás, higiénia, születés, házasság stb.), gazdasági ügyekkel (pl. kamat), büntetésekkel stb. is foglalkozik.
Ez a szócikk a keresztény Bibliát tárgyalja. A zsidó Bibliáról lásd a hagyományos zsidó teológiához kapcsolódó Tanakh, illetve a nemzetközi tudományos kutatás nézőpontját tükröző Héber Biblia szócikkeket.

## A Biblia elnevezései
A biblia szó az ógörög biblion többes száma, jelentése „könyvek”. (A „könyvtekercs” jelentésű biblion szó pedig a büblosz szóból származik, amely eredetileg az egyiptomi papiruszt, az ókorban íráshoz használt anyagot jelölte és Büblosz városáról neveztek el, amely az a föníciai kikötő volt, ahol a papiruszt hajóra rakták és szállították az akkor ismert világ minden tájára.) A Héber Bibliában egyedül Dániel próféta nevezi „könyvek”-nek a szent iratok gyűjteményét (Dániel könyve 9,2). A keresztények a Kr. u. 2. századtól fogva kezdték ezt a nevet az Istentől származónak vallott iratgyűjteményükre alkalmazni. Ez az egyszerű név találóan fejezi ki, hogy e műnek a rendkívülisége nem külső formájában van, hiszen csak könyveket, látszatra más emberi művekhez hasonló írásokat tartalmaz. A Bibliát gyakran egyszerűen „Írásnak”, „Írásoknak” nevezik (Jézus és az apostolok is használják ezt az elnevezést, mint Márk evangélista és Pál apostol – Márk evangéliuma 12,24 és Második levél Timóteusnak 3,16 stb.), továbbá „Isten Igéjének”, „Szentírásnak”, „Könyvek Könyvének” is hívják. Az „Isten Igéje” elnevezés a Bibliából származik: Isten prófétákon keresztül közölt kinyilatkoztatásának megkülönböztető jelölésére szolgál (lásd: Dániel könyve 9,2; János evangéliuma 17,17; Péter első levele 1,23). Ezenkívül Ézsaiásnál (Ézsaiás könyve 34,16) az „Úr könyve” néven szerepel. Eszerint tehát a Biblia Isten könyve az emberek számára.

## A Biblia könyvei

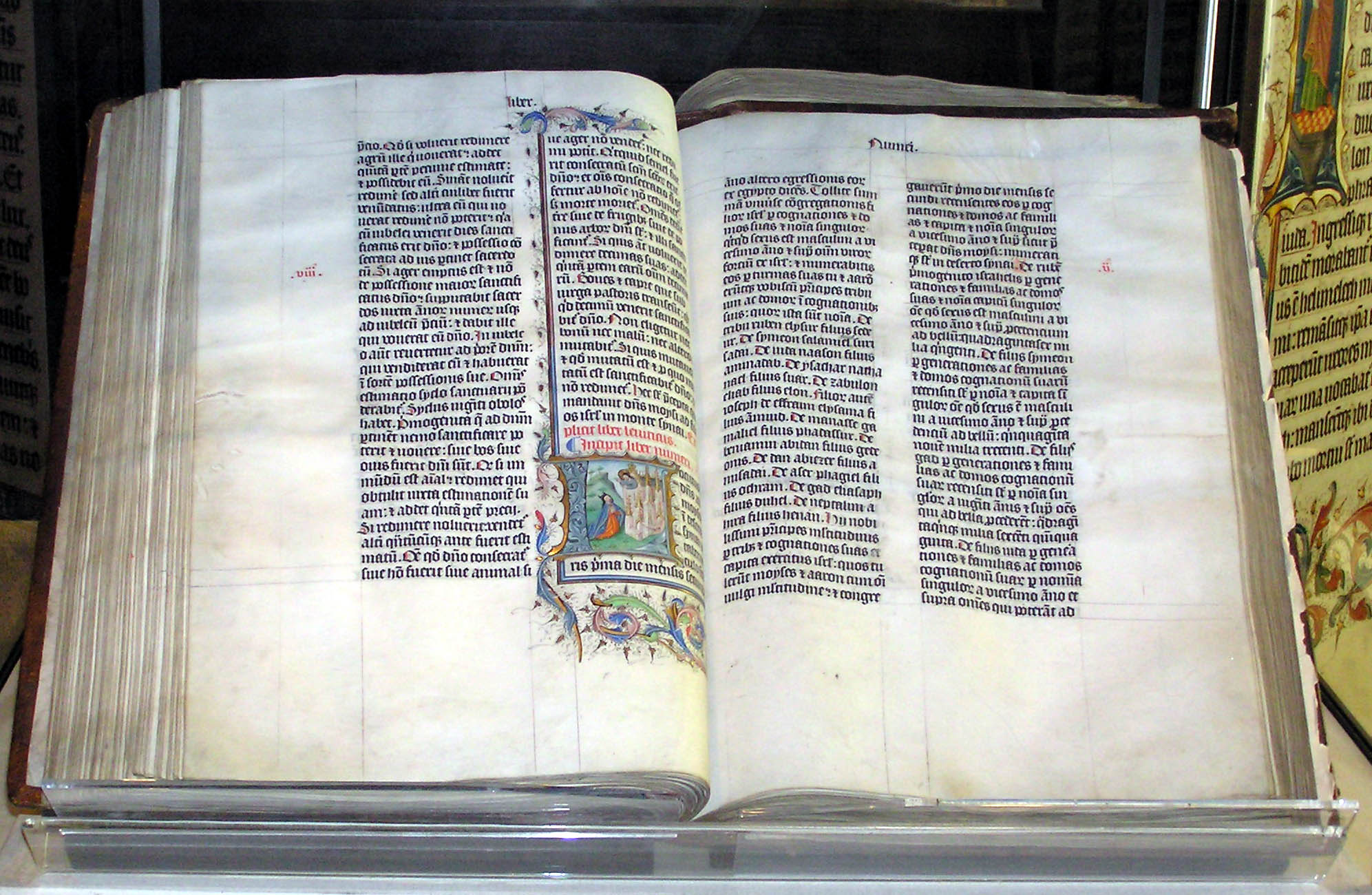
Kézzel írott latin nyelvű Biblia 1407-ből

A Biblia két fő részből áll: Ószövetségből és Újszövetségből (más néven: Ótestamentumból és Újtestamentumból). Az Ó- és Újszövetség megjelölés Isten Izraellel (Mózes második könyve 24,8 alapján) és a keresztény egyházzal kötött szövetségére utal (Máté 26,28 szerint), a latin „testamentum” (azaz „végrendelet”) szó pedig azt fejezi ki, hogy ezek az írások szent hagyatékok, amiket a keresztények hite szerint Isten Izraelre és az őskeresztény egyházra hagyott. A „testamentum” elnevezést a Vulgata (a Biblia latin nyelvű fordítása) nyomán használják.
Míg az Ószövetség az Izrael népével kötött szövetség keretén belül adott kinyilatkoztatásokat (Isten cselekedeteit és prófétái által közölt üzeneteit) örökíti meg, addig az Újszövetség a keresztény egyházzal kötött szövetség keretén belül közölt kinyilatkoztatásokat (Jézus életét, az ősegyház tapasztalatait, az apostoli tanításokat, az egyház további útjára vonatkozó jövendöléseket) tartalmazza. Egyes történetek, próféciák többször is – esetleg különböző nézőpontból és írótól – szerepelnek a Biblia különböző könyveiben. Egyes részek a lehető legnagyobb tömörségre törekedve adnak információt a történelmi eseményekről, míg más részek művészi rajzolatot nyújtanak az ember és kor természetéről (például: szerelemről).
Az Ószövetség 39 (zsidó Biblia és a Protestáns Ószövetség) vagy 45 illetve 46 könyvet
(a katolikus fordítás tartalmazza a Makkabeusok I-II. könyvét, Tóbiás könyvét, Judit könyvét, a Bölcsesség könyvét, Jézusnak, Sirák fiának könyvét és Báruk könyvét, amelyek a protestáns fordításban nincsenek meg; Jeremiás könyvét és Jeremiás siralmainak könyvét pedig néha egynek, néha kettőnek számítják), az Újszövetség pedig 27 iratot tartalmaz. A Biblia könyvei mintegy 1500 esztendő folyamán, a Kr. e. 2. évezredtől a Kr. e. 4. századig Izrael népe körében, a Kr. u. 1. században pedig az őskeresztény egyház körében keletkeztek. A hagyomány szerint körülbelül negyven személy írta a Biblia könyveit; voltak közöttük papok, királyok, orvosok és egyszerű közemberek is.
A bibliai könyvek régebben folyamatos szövegét az áttekinthetőség érdekében szerkezetileg tagolták. Ez első lépésként azt jelentette, hogy az egyik canterbury érsek, az 1228-ban elhunyt Stephen Langton az iratokat fejezetekre (részekre) osztotta. Majd századokkal ezt követően az egyes fejezeteket versekre bontották. Az Ótestamentum kapcsán ezt a munkát az 1541-ben meghalt Santes Pagnino, az Újszövetséget illetően pedig 1551-ben Robertus Stephanus végezte el.
A Biblia könyveit a 16. században, az első nyomtatott bibliakiadások idején számozott fejezetekre és úgynevezett versekre osztották, amelyeket szintén számok jelölnek (például Máté evangéliuma 26,28; azaz Máté evangéliuma 26. fejezet, 28. vers). A fejezetek általában a bibliai könyvek tartalmilag elkülönülő nagyobb egységeit választják szét, míg a versek általában mindenféle tartalmi szempont nélkül megállapított néhány mondatos szakaszok, amelyek a mondatok könnyebb visszakereshetőségét és a különböző bibliai részek közötti kereszthivatkozások (konkordancia) készítését szolgálják. A versek számozása a katolikus és protestáns bibliakiadásokban megegyezik. A verseket követő kereszthivatkozások viszont az egyes bibliakiadásokban eltérnek, és nem is minden kiadásban találhatóak meg.

## A bibliai igék idézésének módja
A Bibliát a fönt bemutatott versszámozási logika segítségével idézzük. A könyvek magyar nevei néhol nem egységesek, ezért válasszuk annak a Bibliakiadásnak a könyvrövidítését, amelyben mi ténylegesen utánanéztünk az idézni kívánt szövegnek. Pl. a Biblia első könyve a protestáns fordításokban Mózes 1. könyve, rövidítése 1Móz, katolikus fordításokban a Teremtés könyve, rövidítése Ter. Ezt a tartalomjegyzékben vagy amellett önálló listában biztosan megtaláljuk. A rövidítés után nem teszünk pontot, az idézet versszáma a fejezetet jelző számtól vesszővel van elválasztva, pl: Gal 1,8. Ha több verset idézünk, kötőjellel kapcsoljuk össze, ill. a szakadást is jelölhetjük, könyvön belül ponttal, könyvek között pontosvesszővel. Pl. Jairus lányának föltámasztását az alábbi helyeken olvashatjuk: Mt 9,18-19.23-26; Mk 5,22-23.35-43; Lk 8,41-42.49-56. Ebben a forráshivatkozásban kihagytuk az alábbi verseket: Mt 9,20-22; Mk 24-34; Lk 43-48. Ezeken a helyeken a vérfolyásos asszony meggyógyításáról olvashatunk.
A hivatkozások internetes publikációkban érvényes linkekként is megadhatók, de mivel a teljes hivatkozások Wikipedián kívüli oldalakra mutatnának, ebben az ismertetésben ettől most eltekintettünk.
A Biblia számos története rendelkezik tradicionális címekkel, pl. "Tízparancsolat", "Miatyánk", "A tékozló fiú története" stb. Ezekre önmagukban ne hivatkozzunk, csak akkor, ha mellé tesszük a fönti logika szerinti versszámokat.

## Írói
A Biblia megírása több mint ezer éven át tartott. Írói gyakran nem a saját koruk eseményeit, hanem akár több száz évvel korábbi történéseket, legendákat és azok újabb kiegészítéseit jegyezték le a hagyományok  alapján.
Luther Márton szerint a Biblia írói Isten diktálása után szerezték az írásaikat, ugyanezt vallotta XIII. Leó pápa még a 19. században is, viszont a 20. században számtalan katolikus és protestáns teológus is eltávolodott ettől a meghatározástól. A teológusok általában az emberi szerzőkre önálló alkotókként tekintenek, akikről jellemzően nem vitatják, hogy isteni sugallatot követtek.
Az egykori zsidó és keresztény hagyomány hitével szemben a mai bibliatudósok gyakran élesen elütő nézeteket képviselnek.

## Kanonizáció
A kánon szó a bibliai iratokra alkalmazva a hit szabályát tartalmazó, az Istentől ihletett iratok együttesét, gyűjteményét jelenti. A kanonizáció kifejezés azt jelenti, hogy az egyház elismerte az egyes iratok isteni ihletettségét (isteni eredetét) és ezzel a kánonhoz való tartozását. Ha a kanonizáció folyamatáról beszélünk, akkor arról van szó, hogy mikor, miként ismerték fel, vagy ismerték el az egyes iratok kanonikus voltát és csatolták véglegesen a kánonhoz.
A 2. század második fele előtt még nem határozták meg pontosan, hogy melyek a szent könyvek, és melyek elvetendők. Pedig erre az időre már megszámlálhatatlan mennyiségű olyan írott mű keletkezett, amelyeknek a hívők isteni tekintélyt tulajdonítottak.
A ma ismert Újszövetségbe az egyházatyák által kiválasztott négy evangélium (Máté, Márk, Lukács, János) került. Ezekkel együtt közel harminc különböző evangélium is létezett, amely közül sok a keresztény szemléletnek ellentmondó, gyakran gnosztikus tartalmú volt. A jelenések könyve – amely nem beszél Jézus földi életéről és az egyházi szervezet isteni eredetéről stb. – népszerűsége ellenére hosszú ideig nem kerülhetett a kánonba, sőt még a 4. században is a "gyanús" könyvek között tartották számon.
A Biblia kanonizációja a 382-es római zsinaton vagy a 397-es III. karthágói zsinaton zárult le. Amit biztosra állíthatunk, hogy az 5. századra alakult ki a nyugati egyház újszövetségi kánonja.
A Biblia könyveihez hasonló, de az egyház által hamisítványnak (pszeudoepigráf) vagy nem Isten által sugalltnak ítélt, és ezért a kánonból kihagyott könyveket apokrifoknak nevezik; ezek egy részét, a régebbi kánon részeiként a Bibliában szereplő, de később abból eltávolított könyveket pedig deuterokanonikus könyveknek.

## A Biblia kéziratai

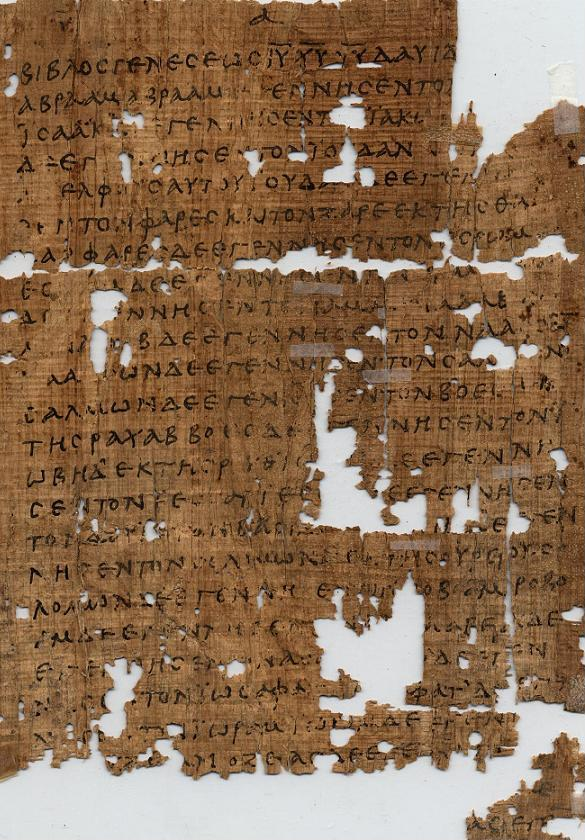
Oxyrhynchus-papirusz, 3. század

A Codex Vaticanus (Vatikáni kódex) a Biblia legértékesebb görög kézirata a 4. század elejéről. A Biblia másik két legjobb és legteljesebb szövegtanúja a valamivel későbbi Codex Sinaiticus és Codex Alexandrinus.

## A Biblia fordításai
A Biblia egyértelműen a legek könyve: a világon a legtöbbször és legtöbb nyelvre lefordított, a legtöbb kiadást és a legnagyobb példányszámot megért könyv. A Biblia a kereszténység elterjedésével túllépett a zsidó nép, illetve a zsidó közösségek által lakott területek határain, és eljutott a Föld szinte minden ismert országába és népéhez. A könyvnyomtatás és a reformáció további lendületet adott a Biblia és a bibliafordítás, valamint a bibliaolvasás terjedésének. Egyes nyelveken ekkor készültek el azok a klasszikus fordítások, amelyek máig nagy tiszteletnek örvendenek. Ilyen a német nyelvű Luther Márton-féle Biblia, a magyar nyelvű Károlyi Gáspár-féle Vizsolyi Biblia (1590), vagy az angol nyelvű King James Biblia. A modern nyelveken közreadott középkori és újkori fordítások szinte számbavehetetlenek.  2017-es felmérés szerint a Bibliát 670 nyelvre fordították le.
Egyéb híres fordítások:
- A legelső fordítás a Tórából, a mózesi 5 könyvből készült héberről görög nyelvre. Ez a Septuaginta.
- Szent Jeromos műve, a Vulgata a héber Biblia, a Septuaginta és a görög Újszövetség alapján készült latin nyelven.
- A zsinagógákban a mai napig a Targumból, a Biblia arámi fordításából olvasnak.

### Magyar fordítások
A két legelterjedtebb hiteles mai magyar fordítás a Magyar Biblia Tanács (MBT) által készített protestáns bibliafordítás és a Szent István Társulat (SzIT) által kiadott katolikus bibliafordítás.
- Az első magyar nyelvű bibliafordítás feltehetően 1420 és 1430 között született Tamás kamanci oltáros pap és Újlaki Bálint belcsényi plébános munkájaként. Ez az úgynevezett „Huszita Biblia”. Nem sokkal később Báthory László pálos szerzetes 1437–1457 között fordította magyarra a teljes bibliát. Műve Mátyás király Corvinái között is helyet kapott, de annak a török hódoltság korában nyoma veszett.
- Károlyi Gáspár fordítása az első fennmaradt teljes magyar bibliafordítás. Ő az eredeti (óhéber és ógörög) Bibliát fordította, de munkájához felhasználta Luther német Bibliáját. 1590-ben kerül kiadásra. Ezt a fordítást 1908-ban revideálta a Brit és Külföldi Bibliatársulat, ez a változat a ma használatos[11][12] ún. Károli-Biblia. [13]
- A Magyar Bibliatanács (később Bibliatársulat) 1975-ben jelentette meg az új fordítású Bibliát. Ezt a fordítást 1990-ben aktualizálták utoljára. A következő revízió folyamatban van. A katolikus biblia szövegének gondozására nagy gondot fordít a Szent Jeromos Katolikus Bibliatársulat is.[14]
- Káldi György nevéhez fűződik a katolikus Biblia fordítás (1626).[15]
- Ballagi Mór készítette el az első magyar nyelvű zsidó kiadást 1840-ben.
- A Káldi György-féle szentírásfordítás (nyelvében megújítva, javítva a Neovulgáta alapján) székely-magyar rováskiadása 2011. Karácsonyára készült el.[16]
- A Szentírás új világ fordítása (Jehova Tanúi).

#### Szentírási részeket fordítók
Nyomtatásban megjelent egyéb fordítások:
- Szent Pál levelei, Komjáthy Benedek, 1533
- Az evangéliumok, Pesti (Mizsér) Gábor, 1536
- Zsoltárok, Székely István, 1538
- Királyok 4. és Jób könyve, Méliusz Juhász Péter, 1565
- Zsoltárok és Mózes két első könyve, Péchi Simon 1625-29.[17]

## A Biblia értelmezése
A keresztény hívők körében a hagyományos nézet az, hogy a Biblia megírása Isten vezérletével történt, és így az igazságot szó szerint vagy átvitt értelemben közvetíti az emberiségnek. Az utóbbi időkben sok keresztény nézetét erősen befolyásolták az ún. bibliakritikusok, és ezen változás ellenhatásaként egy fundamentalista irányzat is kialakult, amelynek fő célja a Biblia szó szerinti tökéletességének bizonyítása. Idővel a Biblia értelmezése vált a protestáns és a katolikus felekezetek közötti hagyományos különbségek kulcspontjává. Míg előbbiek úgy hiszik, hogy a Biblia önmagáért beszél, utóbbiak azt tartják, hogy az Egyház feladata a Bibliát megfelelően értelmezni. Ezért van az, hogy a protestáns Bibliákban nincsen lábjegyzet, így a nehezebben érthető részeket szabadon értelmezik. (A véleménykülönbségek miatt korábban tovább darabolódtak a protestáns egyházak). A katolikus Bibliák tartalmaznak lábjegyzeteket, amelyek az Egyház értelmezései.
| Téma                 | Római katolikus                                                            | Görög ortodox      | Fő protestáns irányvonal                                                                          |
| -------------------- | -------------------------------------------------------------------------- | ------------------ | ------------------------------------------------------------------------------------------------- |
| A Biblia értelmezése | A Biblia értelmezése az egyház feladata, végső fokon a csalhatatlan pápáé. | Az egyház feladata | Nincs a Biblia értelmezésére szolgáló hatóság, a Biblia isteni tartalma minden embernek feltárul. |

| Téma                            | Római katolikus                                                                                                   | Ortodox                                                                            | Református                                                                                            | Evangélikus                         | Hit Gyülekezete | Jehova Tanúi | Baptista                            | Pünkösdi                                                                                              | Unitárius                                      | Hetednapi adventista                                      | Utolsó Napi Szentek                                                                          |
| ------------------------------- | --- | ---------------------------------------------------------------------------------- | --- | ----------------------------------- | --------------- | --- | ----------------------------------- | --- | ---------------------------------------------- | --------------------------------------------------------- | -------------------------------------------------------------------------------------------- |
| Isteni kinyilatkoztatás forrása | A Biblia és a hagyomány                                                                                           | A Biblia és a hagyomány                                                            | Prima Scriptura: Isten kinyilatkoztatásának sok forrása van, de egyik sem mondhat ellent a Bibliának. | Kizárólag a Biblia (Sola Scriptura) | Prima Scriptura | Kizárólag a Biblia (Sola Scriptura) | Kizárólag a Biblia (Sola Scriptura) | Prima Scriptura: Isten kinyilatkoztatásának sok forrása van, de egyik sem mondhat ellent a Bibliának. | A Biblia                                       | A Biblia (Sola Scriptura) és E.G. White írásai            | Négy szent könyvükː a Biblia, a Mormon könyve, a Tan és a szövetségek és a Nagyértékű gyöngy |
| bibliai könyvek száma           | 73 kanonikus könyv van: 39 protokanonikus, 7 deuterokanonikus és 27 újszövetségi.                                 | 76 kanonikus könyv van: 39 protokanonikus, 10 deuterokanonikus és 27 újszövetségi. | 66 | 66                                  | 66              | 66 | 66                                  | 66 | 66                                             | 66                                                        | 66                                                                                           |
| Tévedhetetlen a Biblia ?        | Nem, a Biblia csak az üdvösséggel kapcsolatos kérdésekben tévedhetetlen, de más kérdésekben tartalmazhat hibákat. |                                                                                    | Eltérő nézetek, egyesek szerint a Biblia hiba nélkül íródott.                                         | Eltérő nézetek vannak.              |                 | A Bibliát történelmileg pontos dokumentumnak tekintik, és az abszolút tekintélynek, amellyel a hívek élnek. A Biblia „bölcsességét” és a próféciáit tévedhetetlennek tartják. | Igen, a Biblia hiba nélkül íródott. | Igen, a Biblia hiba nélkül íródott.                                                                   | Nem, elutasítják a bibliai tévedhetetlenséget. | Igen, a Biblia tévedhetetlen, de nem minden szó hibátlan. | A Biblia Isten szava, de az idők során hibák kerültek a szövegébe.                           |

## Bibliamikrológok
A 17–18. század kedvelt műfaja volt a mikrológ (valamely, általában filológiai vonatkozású témának a legapróbb részletekig menő, aprólékos kidolgozása). A mikrológiaírók különösen kedvelt témája volt a Biblia.
- Egy J. J. Schmidt nevű szerző Biblische Physicus c. könyvében (Lipcse, 1731) ízekre szedte a Bibliát a benne található természetrajzi adatok, például a víz fogalma vagy az állatok előfordulása szempontjából. Megszámolta, hányszor és miképp említi a Biblia a vizet: hány vízforrás volt a Kánaánban, mekkora volt az említett csatornák száma, mely versekben szerepel tó, mocsár, tenger, kút, patak stb.; hogy hol beszél a Biblia állatokról, négylábú állatokról, négylábú szelíd állatokról, és így tovább.
- Th. H. Horne anglikán teológus 1818-ban megjelent könyvében (Introduction to the Critical Study and Knowledge of the Bible, London, 1818)[31] a hivatalos angol szöveg alapján a következő statisztikát készítette:

| A Bibliában foglaltatik |            |             |           |
|                         | Ószövetség | Újszövetség | Összesen  |
| Könyv                   | 39         | 27          | 66        |
| Fejezet                 | 929        | 260         | 1 189     |
| Vers                    | 23 214     | 7 959       | 31 173    |
| Szó                     | 593 493    | 181 253     | 774 746   |
| Betű                    | 2 728 100  | 838 380     | 3 566 480 |

További számításai alapján az Ószövetség legrövidebb verse a9 Krónikák első könyve 1,25. (Héber, Peleg, Reú), az Újszövetségé pedig János evangéliuma 11,35. („És Jézus könnyezett.”) Ezsdrás könyve 7. az angol ábécé minden betűjét tartalmazza az o kivételével. Az „és” kötőszó az Ószövetségben 35 543-szor, az Újszövetségben 10 684 ízben fordul elő. A további hasonló adatokat ld. lentebb.

## Statisztika
Ez a lista néhány különösebben érdekes tényt tartalmaz a (protestáns kánon szerinti) Bibliával kapcsolatban.

### Fejezetek
- A protestáns kánon szerinti magyar Biblia összesen 1187 fejezetet tartalmaz (Ószövetség: 927, Újszövetség: 260).
- A leghosszabb fejezet a 119. zsoltár, a legrövidebb a 117. zsoltár. (Zsoltárok könyve)

„Dicsérjétek az Urat mind, ti pogányok; magasztalják őt mind a népek!
 Mert nagy az ő kegyelmessége mi hozzánk, és az Úrnak igazsága megmarad örökké. Dicsérjétek az Urat!” (Zsoltárok könyve 117)
- A Biblia középső fejezete a 118. zsoltár (Zsoltárok könyve 118. fejezete). 593 fejezet előzi meg és ugyanennyi követi még. Összeadva: 593 + 593 + 1 = 1187
- Két megegyező tartalmú fejezet van a Bibliában. Ezek a Királyok második könyve 19. és az Ésaiás könyve 37.

### Versek
- A protestáns Biblia 31 105 verset tartalmaz.
- A Tórában (Mózes öt könyvében) 5852 vers van, a szám arámul: „ha-chammá”, ami Napot jelent.
- A „Biblia közepe” a Zsoltárok könyve 44,18:

„Bár mindez ránk szakadt, nem feledtünk el téged, nem szegtük meg szövetségedet.”
Ezt 15 552 vers előzi meg, majd ugyanennyi követi még.
- A leghosszabb bibliai vers az Eszter könyve 8,9-ben található:

„Hivattatának azért a király irnokai azonnal, a harmadik hónapban (ez a Siván hónap), annak huszonharmadik napján, és megírák úgy, a miként Márdokeus parancsolá a zsidóknak és a fejedelmeknek, a kormányzóknak és a tartományok fejeinek, Indiától fogva Szerecsenországig százhuszonhét tartományba; minden tartománynak annak írása szerint, és minden nemzetségnek az ő nyelvén, és a zsidóknak az ő írások és az ő nyelvök szerint.” (Károli szerinti fordítás)
- A legrövidebb vers a 2 Mózes 20,13-ban, a Tízparancsolatban található, mely így szól:

„Ne ölj!”

### Szavak
Az angol nyelvű „Jakab király Bibliájában”
- 773 692 szó található.
- A legkevesebb szót tartalmazó könyv János 3. levele. János 2. levele kevesebb verset tartalmaz ugyan, de több szóból áll.
- Van két olyan könyv, amely nem tartalmazza az „Isten” szót: Eszter könyvének héber változata, valamint az Énekek éneke. Eszter könyve görög nyelvű változatában 21 alkalommal szerepel az „Isten” szó, e kiegészítések azonban deuterokanonikusak, s így a protestáns bibliafordításokban nem szerepelnek.
- Az „örökkévalóság” (eternity) szó csak egyszer szerepel ebben a fordításban: Ésaiás könyve 57,15. (A héber eredetiben az így fordított szó jóval többször, 49-szer fordul elő.)

## Kronológia
| Gergely-naptár                                               | Maszoréta dátum (Anno Mundi)     | Héber naptár      | Esemény                            | Megjegyzés |
| ------------------------------------------------------------ | -------------------------------- | ----------------- | ---------------------------------- | --- |
| Kr.e. 3761                                                   | AM 1 [fordított maszoréta: 4000] | 1                 | A világ teremtése                  | A teremtéstől Ábrahámig az eltelt időt úgy tudják kiszámítani, hogy a Biblia említi, meddig éltek a pátriárkák és hány évesek voltak, amikor az első fiuk született. Egyes esetekben lehetséges, hogy a Genezis özönvíz-elbeszélésének időszakát nem veszik bele a számításba. |
| ↕ 1948 év                                                    | ↕ 1946 év                        | ↕ 1895 év eltelte | ↕ 1895 év eltelte                  | ↕ 1895 év eltelte |
| Kr.e. 1813                                                   | AM 1946 [2054]                   | 1896              | Ábrahám születése                  | Sém fiának születése és Ábrahám Kánaánba vonulása közötti időszak 365 év, ami megfelel Énók élettartamának. Tíz pátriárka van Ádám és az özönvíz között, tíz pedig az özönvíz és Ábrahám között. A Septuaginta egy további őst ad hozzá, így a második csoport az özönvíztől Terah-ig áll 10 pátriárkából. Noénak és Terah-nak is három fia van, akik közül az első a legfontosabb. |
| ↕ 151 év                                                     | ↕ 290 év                         | ↕ 151 év          | ↕ 151 év                           | ↕ 151 év |
| Kr.e. 1662 ,                                                 | AM 2236 [1764]                   | 2047              | Jákob Egyiptomba való költözése    | Ábrahám Kánaánba való elhívása (AM 2021) és Jákob Egyiptomba való költözése közötti időszak 215 év. Az egyiptomi időszakot a 2Móz 12:40-ben 430 évként adják meg, bár a Septuaginta és a szamaritánus szövegek Ábrahám és Mózes között számolnak 430 évet. |
| ↕ 216 év                                                     | ↕ 430 év                         | ↕ 216 év          | ↕ 216 év                           | ↕ 216 év |
| Kr.e. 1446                                                   | AM 2666 [1334]                   | 2263              | Kivonulás Egyiptomból (Exodus)     | Ellentmondó információk állnak rendelkezésre Izrael Egyiptomban töltött idejéről: 2Mózes 12:40 szerint 430 év, de a 2Mózes 6:14-25 csak négy nemzedékről szól (Lévitől Mózesig). Hasonlóképpen, a Ter 15:13 azt jósolja, hogy az elnyomás 400 évig fog tartani, míg a Ter 15:16 szerint Ábrahám leszármazottai a negyedik generációban térnek vissza. Úgy tűnik, hogy a 4-es szám mindegyikben központi szerepet játszik. Az Exodus (AM 2666) a 4000 éves időszak kétharmadában fordul elő, így ez a kronológia központi eseménye. |
| ↕ 480 év                                                     |                                  |                   |                                    | |
| Kr.e. 966                                                    | AM 3146 [854]                    | 2743              | Salamon temploma                   | Salamon templomának alapítása (Salamon uralkodásának 4. éve) és lerombolása között eltelt időszak 430 év, az Egyesült Izr. Királyság és Júda királyainak uralkodásait Salamon negyedik évétől számítva. Salamon negyedik éve pontosan 1200 évvel Ábrahám születése után következik be (Ábrahám 1946-ban született, ha az özönvíz két évét nem vesszük figyelembe.) Salamon után pontosan 20 király volt Júdában és Izraelben, bár Júda több mint egy évszázaddal tovább létezett, mint az Északi Izrael.                           |
| ↕ 430 év                                                     |                                  |                   |                                    | |
| Kr.e. 588                                                    | AM 3576 [424]                    | 3173              | Száműzetés Babilonban              | A templom lerombolása (AM 3576) és Cyrus „a száműzetés végét” (AM 3626) kihirdető rendeletéig 50 év telik el. |
| ↕ 50 év                                                      |                                  |                   |                                    | |
| Kr.e. 538                                                    | AM 3626 [374]                    | 3223              | Cyrus ediktuma                     | A történészek alapján a száműzetés 60–50 évig tartott (Kr. e. 597/587–538), de Jeremiás könyve 70 évet ad meg, "feltehetően ideológiai okokból" (a 7-es szám az isteni tökéletességet, a 10-es a teljességet jelenti, a 7x10 pedig 70 év). Ezsdrás könyve 50 éves időszakot használ, amikor a második templom kezdetét Cyrus első évébe helyezi. |
| ↕ 374 év                                                     |                                  |                   |                                    | |
| Kr.e. 164                                                    | AM 4000 [1]                      | 3597              | A templom új felszentelése         | 374 év, amely elválasztja Cyrus rendeletét (Kr. e. 538) és a templom újraszentelését a makkabeusok által. |
| ↑ Eddig az Tanakh (Ószövetség) ↑ ↓ Innentől az Újszövetség ↓ |                                  |                   |                                    | |
| ↕ 160 év                                                     |                                  |                   |                                    | |
| Kr. e. 4                                                     | AM 4160                          | 3757              | Jézus születése                    | - Mt 1,25 , Mt 2:1 és Lk 2,6-7 |
| ↕ 33 év                                                      |                                  |                   |                                    | |
| 30                                                           | AM 4193                          | 3790              | Jézus halála                       | - Mt 27,33-59 , Mk 15,22-45 , Lk 23,33-52 , Jn 17,4 |
| ↕ 4 év                                                       |                                  |                   |                                    | |
| 34                                                           | AM 4197                          | 3794              | István mártíromsága                | István vértanúhaláláról számol be Pál az ApCsel 8:2 és 22:20 verseiben: „És amikor tanúdnak, Istvánnak a vére kiomlott, ott voltam, helyeseltem, s őriztem a gyilkosai ruháját.” |
| ↕ 10 év                                                      |                                  |                   |                                    | |
| 44                                                           | AM 4297                          | 3804              | Zebedeus Jakab vértanúsága         | A Zebedeus Jakab lefejezés általi vértanúhaláláról az ApCsel 12:2 számol be |
| ↕ 6 év                                                       |                                  |                   |                                    | |
| 49                                                           | AM 4212                          | 3809              | Jeruzsálemi zsinat                 | A jeruzsálemi zsinat az ApCsel 15:6-ban van feljegyezve: "Az apostolok és a vének összegyűltek, hogy megvizsgálják az ügyet." |
| ↕ 15 év                                                      |                                  |                   |                                    | |
| 64                                                           | AM 4227                          | 3824              | Péter mártíromsága                 | Péter vértanúhaláláról Rómában egy apokrif könyv, a Péter apostol cselekedetei számol be, hogy fejével a föld felé megfeszítették |
| ↕ 3 év                                                       |                                  |                   |                                    | |
| 67                                                           | AM 4230                          | 3827              | Pál mártíromsága                   | Pál vértanúhaláláról Kelemen első levele (5,7 és 6,1) számol be, amely „megkülönbözteti az apostol vértanúságát és a 64-es üldöztetését, valamint a Pál Cselekedetei nevű apokrif irat: „kinyújtotta a nyakát anélkül, hogy egy szót is kimondott volna” és Rómában a Via Ostiensén lefejezték |
| ↕ 3 év                                                       |                                  |                   |                                    | |
| 70                                                           | AM 4233                          | 3830              | Jeruzsálem templomának lerombolása | A zsidó-római háború végén Jeruzsálemet lerombolták, a templommal együtt. A Szanhedrin feloszlik. A zsidó áldozati kultusz megszűnik. |

## Morális szempontból vitatható bibliai versek, történetek
Bővebben: 
A bibliai történetek morális szempontok szerinti megítélése szubjektív, ezért az alábbiakban olyan versek lesznek bemutatva, amelyek mondanivalója, tanulsága a mai nyugati társadalmi normák szerint vitathatók vagy vitatottak:

### Ószövetség
- "Most azért menj el és verd meg Amáleket, és pusztítsátok el mindenét; és ne kedvezz néki, hanem öld meg mind a férfit, mind az asszonyt; mind a gyermeket, mind a csecsemőt; mind az ökröt, mind a juhot; mind a tevét, mind a szamarat." (1Sám 15,3)

kritika: Isten népirtásra buzdítja népét.
ért. → A Biblia szerint létezik olyan állapot, amikor egy ember vagy népcsoport addigi életével teljesen eljátszotta megjobbulásának a lehetőségét. Ha az emberek gonoszsága elért egy bizonyos fokot, Isten gyakran földi eszközzel vetett véget az erkölcsi elfajulásnak. Ez az eszköz az Ótestamentumban gyakran Izráel népe volt, de nem azért, hogy kegyetlenkedjék, hanem istenítéletet kellett végrehajtaniuk, és nem a maguk kénye-kedve szerinti vérontást rendezniük.
- "Babilon leánya, te pusztulóra vált! Áldott legyen aki megfizet néked gonoszságodért, amellyel te fizettél nékünk! Áldott legyen, aki megragadja és sziklához veri kisdedeidet!" (Zsoltárok 137,9)

kritika: A zsoltáríró helyesnek ítéli a babiloni csecsemőkön való bosszúállást a Babiloni birodalom bűneiért.
ért. → A csecsemők legyilkolása jellemző például szolgál az ókori Kelet hadviselésének kegyetlenségére.
→ A Biblia szövegeinek megértéséhez a nehézségünk sokszor amiatt van, mert azt gondoljuk, hogy a Biblia csak Isten szava. A szembenálló felek gondolataik igazolásához Istent hívták segítségül, de nem biztos, hogy Isten tiszta tanítását közvetítették, hanem sokszor saját elgondolásaikat adták ki Isten szavaként.
- 1Móz 22,2-13 versekben Isten azzal teszi próbára Ábrahám hűségét, hogy azt kéri tőle, áldozza fel egyetlen fiát. Ábrahám már a kezébe vette a kést, amikor Isten elárulja, hogy ez csak próba volt.

kritika: A Biblia feltétel nélküli, minden személyes érzelmet felülíró, feltétlen behódolást vár el. A történet morális tanulsága épp az lett volna, ha Ábrahám kijelenti, hogy semmi áron nem hajlandó megölni saját gyermekét.
ért. → Isten Ábrahám hűségét tette próbára, de nem kívánta azt, hogy feláldozza a gyermekét.

### Újszövetség
- "Aki hisz és megkeresztelkedik, üdvözül; aki pedig nem hisz, elkárhozik." (Márk 16,16)

kritika: A mennybe vagy pokolra jutás nem az adott személy tetteitől függ, hanem attól, hogy miben hisz vagy nem hisz.
ért. → Az élő hit nem pusztán világi értelemben vett hit valamiben, Istenben vagy Jézus istenségében stb. – a keresztény, bibliai hit mindig cselekedetekkel jár együtt: "Látjátok tehát, hogy cselekedetekből igazul meg az ember, és nem csupán hitből" (Jak 2:24). Nem lehet 1-2 szöveget kiragadni a Bibliából és azokat próbálni meg értelmezni magukban; összességében kell vizsgálni a Biblia tanítását.
- "A tanítást pedig nem engedem meg az asszonynak, sem hogy a férfin uralkodjék, hanem legyen csendességben." (1Tim 2,12)
- "A ti asszonyaitok hallgassanak a gyülekezetekben, mert nincsen megengedve nékik, hogy szóljanak; hanem engedelmesek legyenek, amint a törvény is mondja." (1Kor 14,34)

kritika: A Biblia alapján a nő nem taníthat és csendben kell lennie.
ért. → Ez az utasítás az akkori nők gyülekezetbeli szerepére vonatkozott, ahogy az akkori szokások is megkívánták a mindennapi életben ("amint a törvény is mondja").
ért. → "amint a törvény is mondja" alatt Pál a mózesi törvényeket érti, amely azonban Istentől eredt. Pál indokolja a tanítás tiltását: "Mert Ádám teremtetett először, Éva csak azután, és nem Ádámot vezette tévútra a kísértő, hanem az asszonyt, és ő esett bűnbe." (1 Tim 2,13). Azaz Pál az ősbűnre vezeti vissza tiltást, s ezért – egyesek szerint – ez ma is érvényes. Bizonyos keresztények irányzatok szerint nem helytálló az a következtetés, hogy ez csak ott, az akkori viszonyokra és gyülekezetekre volt érvényes, hanem érvényes ma is.
- "Én pedig azt mondom néktek: Ne álljatok ellene a gonosznak, hanem aki arcul üt téged jobb felől, fordítsd felé a másik orcádat is." (Máté 5,39)

kritika: Elutasítja a jogos önvédelmet.
ért. → Jézus a bosszúállás elkerülését és a felebaráti szeretet gyakorlását tanította a követőinek. Senkinek sem áll jogában bosszút állni, mert az Úr szava így hangzik: „Ne mondd: bosszút állok rajta” „Ne mondd ezt: Amiképpen cselekedett énvelem, úgy cselekszem ővele” „Ha éhezik, aki téged gyűlöl, adj enni néki kenyeret; és ha szomjúhozik, adj néki inni vizet” „Mikor elesik (meghal) a te ellenséged, ne örülj; és mikor megütközik (csatában van), ne vigadjon a te szíved” Jézus egész földi életében ez az alapelv nyilatkozott meg és a megbocsátás, a szeretet és a szolgálat útját tanította a követőinek is.
- "Ha valaki én hozzám jön, és meg nem gyűlöli az ő atyját és anyját, feleségét és gyermekeit, fitestvéreit és nőtestvéreit, sőt még a maga lelkét is, nem lehet az én tanítványom." (Lukács 14,26)

kritika: a család elutasítása a vallásért
ért. → Sokan félreértik ezt a verset, de a gyűlölet itt nem a közismert utálatot jelöli, csak kevésbé szeretést. Tehát, aki jobban szeret valakit vagy valamit Jézusnál, nem lehet a tanítványa.

## Kritika
A kritikusok bizonyos bibliai szövegeket (főleg ószövetségi, de újszövetségieket is)  morálisan problematikusnak tartanak. Az Isten által vezérelt erőszakos cselekmények között szerepel a háború és népirtás támogatása, az állatáldozat, a gyilkosságok stb.
A Bibliát a történelem során felhasználták a halálbüntetés, a patriarchátus (férfiuralom), a szexuális és vallási intolerancia, a háborús erőszak és a gyarmatosítás támogatására.
A Biblia nem szólít fel és nem is ítéli el a rabszolgaságot. Az Efézusiakhoz írt levél (amelyet a hagyomány Pál apostolnak tulajdonított) arra ösztönzi a kereszténnyé váló rabszolgákat, hogy maradjanak hűek és engedelmesek uraikhoz, mint Krisztushoz.

### Bibliakritika
A bibliakritika magát a Biblia szövegét vizsgálja, hogy meghatározza a szerzőségét (az íróit), az alkotás idejét és az írói szándékot. Meg kell különböztetni a Bibliával szembeni kritikától, amely mint információforrást vagy erkölcsi magatartási kódexet kritizálja azt.
A Biblia körüli viták ősidők óta léteznek, már a Kr.u. 2. században megjelent. Azonban csak a modern időkben jelent meg a valódi bibliakritika. Azt a meggyőződést, hogy a Bibliát történelmileg helyes és megbízható forrásként, valamint erkölcsi mintaként kell elfogadni, az ezen a területen dolgozó akadémikusok elkezdték megkérdőjelezni. Például az a tézis, hogy a Bibliát „Isten ihlette” (2Tim 3:16; 2Pét 1:21), és hogy „Isten a szerzője”, ellentmondásos. Ebből a szempontból a Biblia kritikája az egyházkritika vagy a valláskritika részét képezi.
A 17. század végén még csak néhány bibliakutató kételkedett abban, hogy például Mózes írta a Tórát, de a 18. század végén már többen elkezdték szisztematikusan megkérdőjelezni a szerzőségét. A 19. század végére egyre többen jutottak odáig, hogy azt állították, hogy összességében a Tóra több szerző műve volt a Kr.e. 1000-től (Dávid korától) Kr. e. 500-ig terjedő évszázadok során. Azt is mondták, hogy a benne foglalt történelem gyakran inkább polemikus, mint tényszerű. A 20. század első felére Hermann Gunkel bibliatudós felhívta a figyelmet a mitikus vonatkozásokra, a hagyománytörténeti iskola pedig azzal érvelt, hogy bár alaptörténetnek valóban ősi gyökerei vannak, a narratívák kitalált elbeszélések. A mai bibliakutatók konszenzusa az, hogy a Biblia könyvei szerzőinek túlnyomó többsége ismeretlen. Legtöbbjük névtelenül íródott, és az Újszövetség 27 könyve közül csak néhány említ szerzőt, amelyek közül többről is kiderült, hogy pszeudepigráf, azaz a bemutatkozó szerzővel szemben más valaki írta, egy későbbi időben. (Ilyen például (Efézus, 1 Timóteus, 2 Timóteus és Titusz).
Sokan bírálják azokat az utasításokat, amelyeket Isten az Ószövetségben adott a zsidóknak, mint például: öljétek meg a házasságtörőket, a homoszexuálisokat és a „szombaton dolgozó embereket”; vagy etnikai tisztogatás végrehajtásáról; népirtásról; vagy más tömeggyilkosságokra adott utasításokról szólnak.
Az erkölcsről, a tökéletességről és a történelmi hitelességről szóló viták mellett az is felmerül, hogy mely könyvek valók a Szentírásba (az ún. bibliai kánonba). A zsidók például elutasítják az Újszövetséget, míg mások az Újszövetség apokrif iratait utasítják el, egy a harmadik irányzat pedig úgy véli, hogy a Biblia egyetlen könyvének sincs tekintélye, kivéve Jézus Krisztus tanításait.

### Marxista nézet
A marxista valláselmélet szerint a Biblia emberi alkotás, az ókori Kelet irodalmának kiemelkedő teljesítménye. Lukács György ezzel kapcsolatban így fogalmazott: „A világfolklór egyik legszebb könyve. Nagyon kevés olyan népi mondagyűjteményt ismerek, mint amilyen az Ótestamentum. Nekem a Biblia több nyelven is megvan, nagyon szeretem olvasni, ahogyan nagyon szeretek népmeséket is olvasni, vagy Homérosztól az Iliászt és az Odüsszeiát.”